# Christophe de Geest

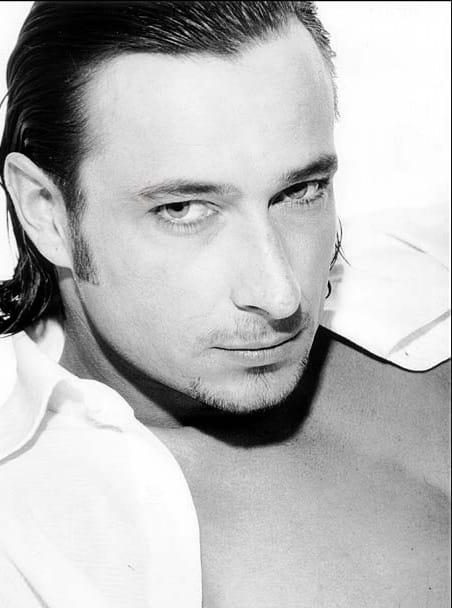
Christophe De Geest, Actor Belga.

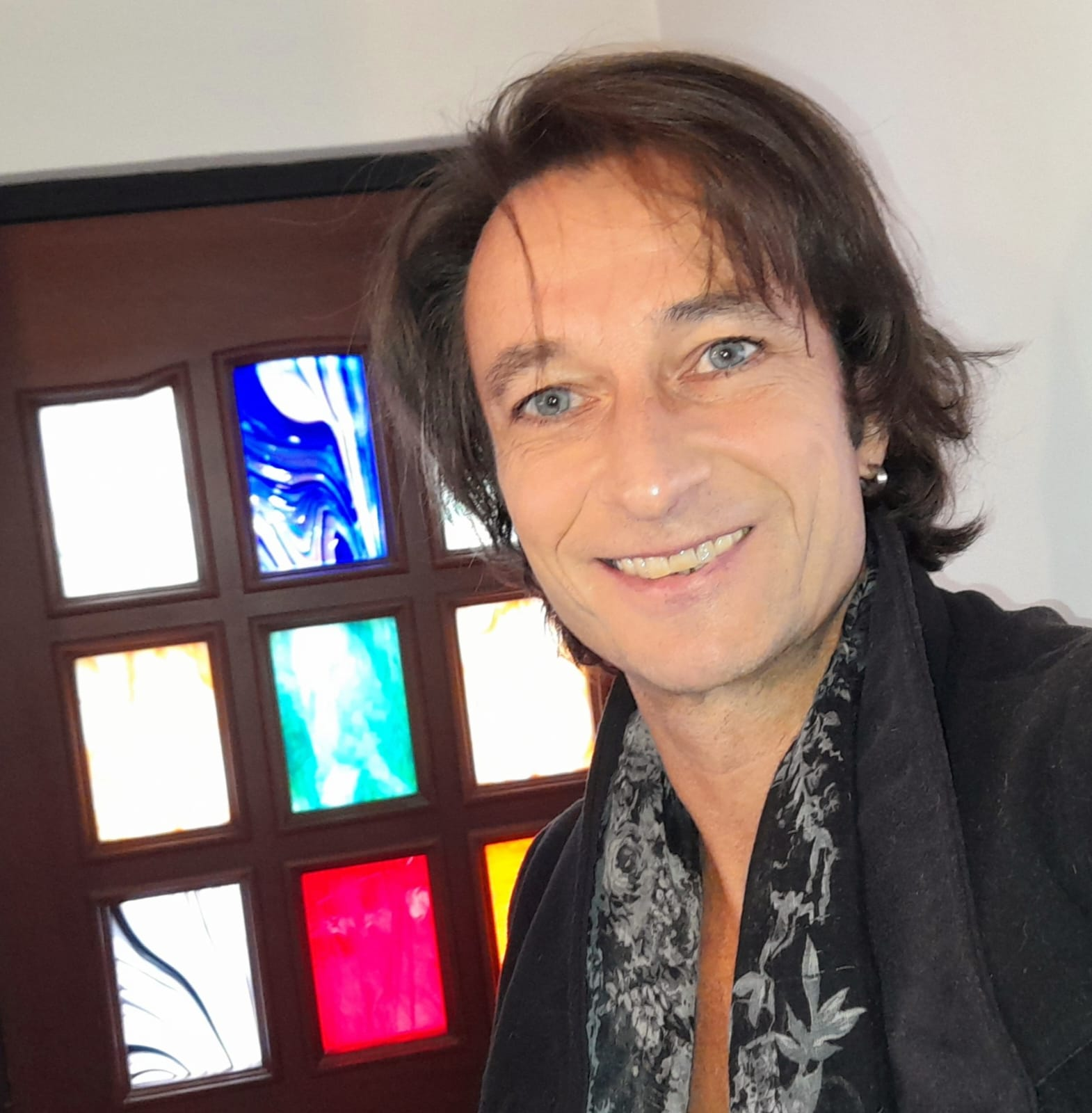
Actor Belga. Idiomas: Neerlandés (nativo), Inglés, Francés, Alemán, Español.

Christophe de Geest es un Actor Belga de cine y televisión, reconocido por desarrollar la mayor parte de su carrera en producciones cinematográficas y televisivas en Colombia, país donde está radicado desde el año 2009.

## Carrera

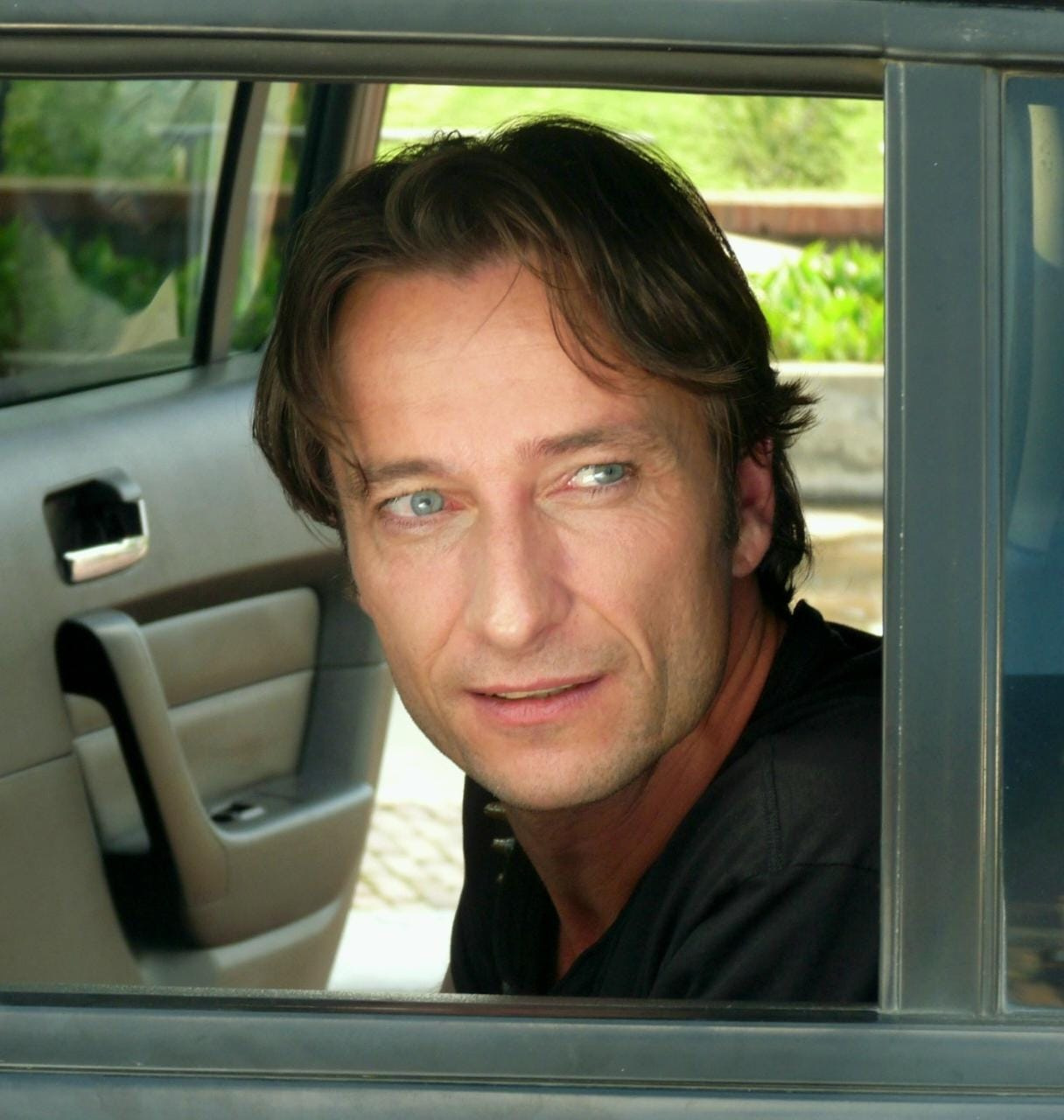
Christophe De Geest, actor Belga, de cine y televisión.

La carrera de Christophe inició a comienzos de la década del 2000, con sus personajes en las series de televisión y películas en Bélgica como ¨Familie¨, ¨Wittekerke¨, ¨LouisLouise¨, ¨In Bruges¨, ¨Loft¨ y más. Después se mudó a Colombia luego de conocer a la bogotana Nur Constanza Vergara en Madrid. Radicado en Colombia, prosiguió su carrera como actor, interpretando principalmente papeles de extranjero. En 2014 obtuvo reconocimiento al realizar su personaje Niko en la exitosa serie ¨El Capo 3¨ , el personaje Detective Waters en ¨Fugitivos¨, MR. Jones en ¨Esmeraldas¨, Mortimer Walker en ¨La Fiesta del Chivo¨, la serie de época Laura, la santa colombiana, donde personificó a Arthur Guinand, Mefisto en ¨2091¨, Thierry Henry en ¨Las Vegas¨, John Thomas en ¨Las Hermanitas Calle¨ y más. En 2016 interpretó el papel principal del agente Thompson en la película cómica de Gabriel Casilimas Agente Ñero Ñero 7 al lado de Hassam y Jenny Vargas. Repitió este papel en la secuela de la película Agente Ñero Ñero 7: Comando Jungla, de 2017. 
También interpretó a personajes importantes en las series ¨Narcos¨ Commisioner Gephart, Mickey en Polvo carnavalero, 2091,  Mr. Cooper en El comandante, Guillaume en El final del paraíso, Detective Sierra en ¨Alias JJ¨, Jordan en ¨Operación Pacífico¨ y más.
Desde 2020 hasta hoy ha interpretado a personajes en producciones como ¨El Cartel de los Sapos, El Origen¨ Markus Philibert,  Lennon en ¨La Reina del Flow 2¨ para Caracol TV y Netflix, Olaff Graysson en ¨Enfermeras¨ y ¨Café con Aroma de Mujer¨ para Canal RCN,  su personaje protagonista Konrad Theodor Preuss en ¨La Reportera Y¨.
Su carrera ha continuado muy activa, interpretando importantes personajes como ¨Alexandre Verne¨ en ¨Las Villamizar¨ para Caracol TV y Netflix, ¨Gilles¨ en ¨Echo 3¨ para Apple TV y Dinamo Cine, ¨Werner¨ en ¨Locked Up Abroad¨ para  National Geographic Channel, Disney Plus y Sky Tv, ¨Donald Wilson¨ en ¨El Grito de las Mariposas¨ para  Disney, Telemundo y Star+, ¨George Parker¨ en ¨Crazy Charlie Lehder¨ para  Caracol Tv,  ¨Bradley Smith¨ en ¨Movie Shadow Force¨ para Cine, ¨Mike¨ en la película ¨Socios por Accidente¨ producción de Caracol Cine y Cinecolombia.
Gracias a su gran habilidad con las lenguas, ya que, además de español y de su idioma nativo neerlandés, habla inglés, francés y alemán, ha grabado piezas de audio en varios idiomas.
También ha participado en comerciales publicitarios para agencias como Sancho BBDO Bogotá, cliente Tecate campaña ¨Hombres Reales¨ https://www.instagram.com/p/CdLhl00ACXm/?next=%2F

## Filmografía

### Televisión
- 2022 - Crazy Charlie Lehder - George Parker
- 2022 - El Grito de las Mariposas  -  Donald Wilson
- 2022 - Locked Up Abroad - Werner - Protagonista
- 2022 - Echo 3 - Gilles
- 2022 - Las Villamizar - Alexandre Verne
- 2022 - La Reportera Y - Konrad Theodor Preuss
- 2021 - Enfermeras - Olaff Graysson
- 2021 - Café Con Aroma de Mujer - Jack Carter
- 2020 - La Reina del Flow 2 - Lennon
- 2020 -  El Cartel, El orígen ... Markus Philibert

- 2019 -  Operación Pacífico - Jordan
- 2019 - El final del paraíso ... Guillaume
- 2018 -  Dios sabe cómo hace sus cosas - Geoffrey Schoeman
- 2018 - El Hijo del Cachique - George Lewis
- 2018 - El General - Doctor Cooper
- 2018 - La Mamá del 10 - Jefe Delon
- 2017 - La Pelea del Siglo - Doctor Shepherd
- 2017 - Alias JJ - Detective Sierra
- 2017 - El comandante - Mr. Cooper
- 2017 - Sobreviviendo a Escobar, alias JJ ... Sierra Detective de la DEA
- 2017 - Narcos 3 ... Comisario GephartChristophe De Geest. Nacionalidad Belga. Actor para Cine y Tv.

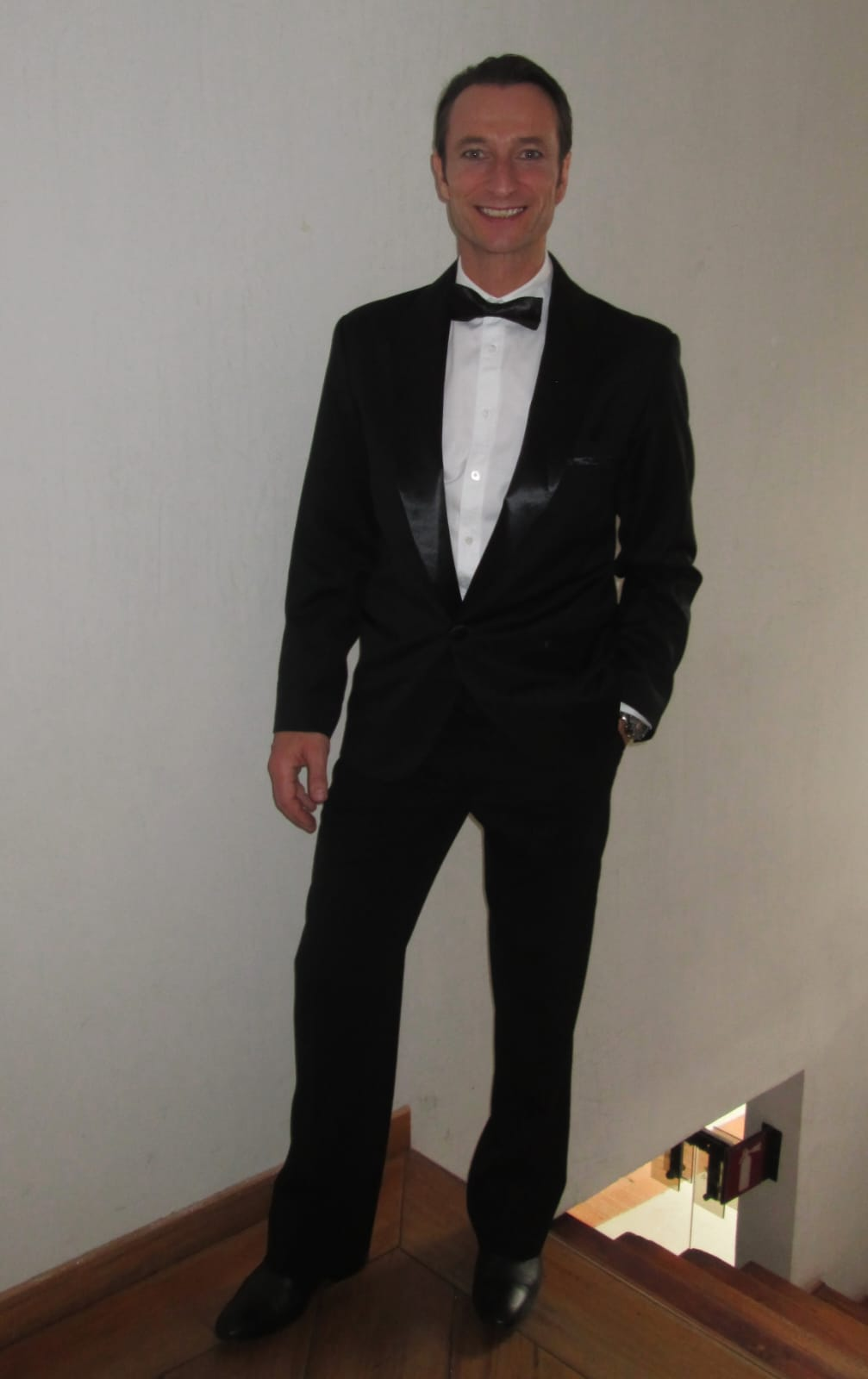
Christophe De Geest. Nacionalidad Belga. Actor para Cine y Tv.

- 2017 - Polvo carnavalero ... Mickey
- 2016 - Sala de Urgencias 2 - Dwight
- 2016 - 2091 ... Guerrero 2 Mefisto
- 2016 - Todo es Prestao - Jean-Marie Reclus
- 2016 - Las Vegas - Thierry Henry de la Victoire
- 2016 - Gamers - Guerrero de Mefisto
- 2015 - Las Hermanitas Calle - John Thomas
- 2015 - Celia Cruz - Mr. Johnson
- 2015 - Laura, la santa colombiana - Arthur Guinard
- 2015 - Esmeraldas - Mr Jerry Jones
- 2014 - Lady, Vendedora de rosas  - Jean, Policía Francés
- 2014 - La Fiesta del Chivo - Mr. Mortimer Walker, jefe de la CIA
- 2014 - Fugitivos - Detective Waters
- 2014 - La Selección 2 - Bora Milutinovic
- 2014 - En la boca del lobo - Michael Gillette
- 2013 - El Capo 3 - Niko, Jefe de la Mafia

## Cine
- 2023 - Movie Shadow Force -  Bradley Smith
- 2022 - Socios por accidente  - Mike[6]
- 2018 - Y nos fuimos para el Mundial - Detective Walker
- 2017 - Agente Ñero Ñero 7: Comando Jungla ... Thompson - Protagonista
- 2016 - Agente Ñero Ñero 7 ... Thompson - Protagonista
- 2015 - The Belko - Phil, Ejecutivo de Belko
- 2014 - Covert Affairs - Jefe Garcia Border Agent

## Comerciales televisión y cine
- 2022 - Tecate - Campaña Hombres Reales - Actor Modelo
- 2021 - Ranger Tools - Papel principal
- 2019 - CIREC - Papel Principal
- 2018 - Ford Explorer - Papel Principal
- 2017 - American School Way - Papel Principal
- 2017 - Poker - Papel secundario
- 2016 - Bimbo Papel Principal
- 2014 - Postobón - Protagonista
- 2011 - Parmalat
- 2010 - American Airlines

## Referencias

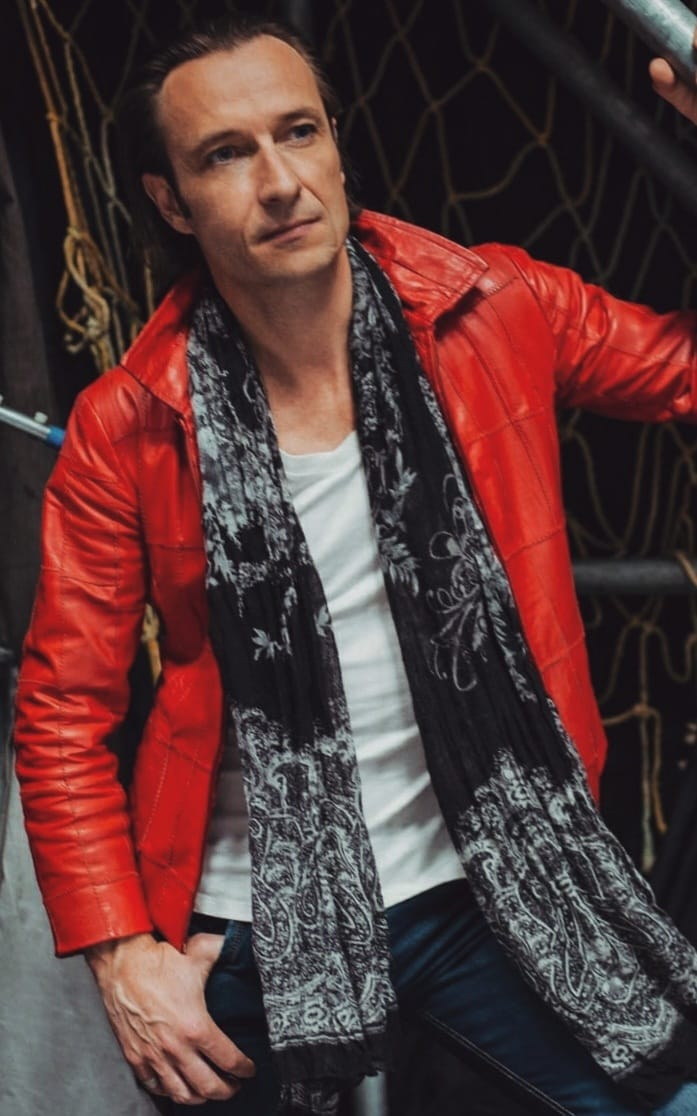
Christophe De Geest, Actor y Modelo, Belga.